# Museo Regional de Palmillas
El Museo Regional de Palmillas es un centro cultural que promueve la difusión de la historia del valle de Córdoba, Veracruz. En sus salas se exhiben la etapa prehispánica y los asentamientos en el periodo clásico y el posclásico. Se observan diferentes objetos de estas etapas así como mapas y gráficos de la época virreinal. También existe una sección dedicada a la cultura e historia de la población afromestiza del golfo de México y en especial al caudillo Yanga quien lideró una rebelión de esclavos negros en contra del virreinato y fundó la población de San Lorenzo de los Negros, la cual fue posteriormente nombrada en su honor. Fue inaugurado en el año 2004.